# 稲冨幹也
稲冨 幹也（いなとみ みきや、1974年12月1日 - ）は、日本の起業家、ツバメの巣ハンター。BI-SUを展開するエムスタイルジャパン株式会社、MIRANEST株式会社の代表取締役社長。エムスタイルホールディングス代表取締役社長グループCEO。日本を代表するエコ・ラグジュアリー・ビジネスのパイオニア。

## 概要
19歳にて起業し、青年実業家として多角経営を行うも、26歳の時に「金を追って夢を追っていない自分」に気付き、世界15ヵ国以上を巡る自分探しの旅へ。
36歳にしてマレーシアで「大病のお守り」と称されるツバメの巣に出会い、人生を捧げてツバメの巣で世界を変えようと決意。2011年には、ツバメの巣を原料にしたインナーケア、ヘアケア、スキンケアの商品を開発・販売する「BI-SU」（ビース）を設立する。また、偽物や養殖物が多いツバメの巣市場において、天然物の巣を保証するべく、自らツバメの巣ハンターとして、毎年、ボルネオ島の洞窟に赴き、ヒナが巣立った後、二度と使われることのない巣を採取している。
美と健康の探求だけでなく、地球環境と共存する持続可能なビジネスモデルを確立し、サステナブルな未来を創造している。
環境保護、環境活動にも熱心で、“世界最高峰の素材を、誰も傷つけない人にも、地球にも優しい方法で届ける”という信条で、環境保護の最前線に立ち続ける。
2024年現在は、国立大学や企業向けの講演などツバメの巣を広げるために多岐にわたって活動している。

## 経歴
1974年（昭和49年）新潟県南魚沼市生まれ、福岡県田川市育ち。
三人兄弟の次男。小学生時代から自然とクラスの中心になるようなリーダー性を発揮していて、クラブサッカーチームのキャプテンも務めた。当時の夢はプロサッカー選手。中学生時代には他校の不良に絡まれた生徒を助ける事もあったような一面もあった。
1993年（平成5年）19歳にて起業し、青年実業家として多角経営を行う。
2000年（平成12年）26歳の時に「金を追って夢を追ってない自分」に気づき、世界15カ国以上を巡る自分探しの旅へ出る。
2010年（平成22年）36歳にしてマレーシアで「大病のお守り」と称されるアナツバメの巣に出会い、人生を捧げてアナツバメの巣で世界を変えようと決意。エムスタイルジャパン株式会社を設立。
2011年（平成23年）「BI-SU」を設立。
2012年（平成24年）アナツバメの巣のエキス化に成功。
2016年（平成28年）ペットブランド「MIRANEST」 を設立。
2017年（平成29年）ツバメの巣研究所を設立。国立大学との共同研究を開始。
2021年（令和3年）マレーシア国父マハティール氏来社。自社研究の発表会を実施。

## 人物
- 趣味は筋肉トレーニング
- 座右の銘は「金を追うな、夢を追え。志高く」
- 危険地帯でもあるアナツバメの巣を採取に行く前には周囲に遺書を残す。
- 「ツバメの巣で世界を変える〜なぜ、ジャングルまで行くのか〜」をテーマに国立大学や企業向けの講演会を多数実施中。 九州大学共創学部レクチャーシリーズ（2024年10月11日）   アーティストのためのライブ空間アプリcorom（2024年8月8日）  福岡･マレーシア友好協会令和5年度ナショナルデー祝賀会（2023年10月25日）  西日本銀行主催　第 22 回ビジネス創造交流会（2021年 7月26日）

## 環境保全活動家として
ツバメの生息環境の守護者として
多くの企業、企業家が利益最優先で自然資源を消費する中、スタンスを一貫して 「自然と共に生きる」――この哲学のもと、アナツバメの生息地である東南アジアに赴き、現地の人々と協力しながら持続可能な採取システムを構築。
• サステナブルな採取 自然のリズムを崩さない採取を徹底し、環境負荷を最小限に抑えた収穫方法を開発。
• 生態系の保護 ツバメの生息環境を守るため、保全エリアの拡大に取り組む。
• マレーシアの環境保全の為に植樹や寄付を行う。
• エシカル・ビジネスの確立 フェアトレードの概念を導入し、現地の採取業者の生活向上にも貢献。
森林保護や海洋環境の改善を目的としたプロジェクトを主導し、国際的な活動がマレーシア政府からも大きく評価されている。

## 交友関係
ヘアメイクアップアーティストの冨沢ノボルと交友があり、冨沢は写真家のレスリーキーとともにツバメをモチーフにした作品を制作した。
女優のMEGUMIとの美容対談をしたことがある。
VOGUE JAPANでは女優の小雪と岸紅子との対談を行なった。

## エムスタイルジャパン株式会社
- 2010年（平成22年）2月 - エムスタイルジャパン株式会社設立。代表取締役社長就任。
- 2011年（平成23年）9月 - 100%天然アナツバメの巣を使った健康・美容ブランド「BI-SU」を始動。
- ツバメの巣研究所にて、東京大学、麻布大学、九州大学とアナツバメの巣とシアル酸に関する共同研究を実施中。
- XPRIZE Healthspanへ参加

## ミラネスト株式会社
- 2023年（令和5年） - MIRANEST株式会社を設立。代表取締役社長就任。

## エムスタイルホールディングス株式会社
- 2023年（令和5年） - エムスタイルホールディングス株式会社を設立。代表取締役社長就任。

## 著書
- 『ツバメの巣で世界を変える　命がけのツバメの巣ハンター稲冨幹也　元木哲三 著』（2023年6月28日　梓書院）ISBN 978-4870357716

## 主な出演

### テレビ
- 『眠れる森の美術館2』（日本テレビ）
- 『所さんの学校では教えてくれないそこんトコロ!』（テレビ東京）
- 『ワールドビジネスサテライト』（テレビ東京）

マハティール氏がツバメの巣研究に関して、「ツバメの巣の研究をしていると聞いてきたマレーシアや中国で同様のことはやってない」、「ツバメの巣についての科学的な研究は初めてでとても興味深い。研究をぜひ続けてほしい　結果が良ければツバメの巣の市場はもっと拡大するだろう引き続き、日本での研究の進捗を注視したい」「マレーシアのツバメの巣の市場を拡大させることにつながると期待している。」と発言。

### ラジオ
- 『BIRD OF THE HEART』（interFM）

### インターネット放送
- 『BI-SUチャンネル』（YouTube番組）
- 『柴咲コウ レトロワCH』（YouTube番組）

### WEBニュース
- 『VOGUE JAPAN』 - アナツバメの巣をアップサイクル!小雪、岸紅子、BI-SU社長の稲冨幹也 ※ https://www.vogue.co.jp/change/feature/2022-05/11/bisu
- 『ベンチャー.jp』【#200】ツバメの巣を使った次世代美容ビジネスで、自然と共に歩む未来を実現｜代表取締役社長　稲冨幹也（エムスタイルホールディングス株式会社） https://venture.jp/news/2024/08/01/10219/